# Radu Ulmeanu
Radu Ulmeanu (n. 25 ianuarie 1946, Ulmeni, județul Maramureș) este un poet și scriitor român contemporan.

## Biografie
A urmat studiile la Universitatea „Babeș-Bolyai” din Cluj. El a acționat ca profesor de limbă și literatură română, director fondator al Casei de Editură Pleiade și al revistelor de literatură „Pleiade” și „Acolada”, precum și al revistei săptămânale de divertisment „Arena” din Satu Mare. Este și fondator al Societății CATV SAMTEL Satu Mare, împreună cu un grup de asociați. A condus ca director studioul TV și Radio Samtel Satu Mare, Radio 1 Satu Mare. A debutat cu o pagină de poezii cu o prezentare („Radu Ulmeanu: O dimineață frenetică”) de Geo Dumitrescu în revista „Contemporanul” (1966). Prezent în volumul colectiv Eu port această ființă, Antologie de poezie tânără de Nicolae Prelipceanu, apărută la Editura Dacia în 1972. Debutul editorial propriu-zis: Patinoar, versuri, Editura Cartea Românească, 1979. A colaborat la revistele „Contemporanul”, „România literară”, „Viața Românească”, „Luceafărul”, „Tribuna”, „Pleiade”, „Acolada”, „Dacia literară” etc. Este membru al Uniunii Scriitorilor din România, Asociația Scriitorilor București și membru al PEN Club Român.

## Volume
- Patinoar, versuri, Ed. Cartea Românească, București, 1979.
- Un domeniu al meu, versuri, Ed. Cartea Românească, București,  1982.
- Astrele negre, versuri, Ed. Albatros, București, 1983.
- Sintagmele nopții, versuri, Ed. Eminescu, București, 1987.
- Sonete din Nord, versuri, Ed. Eminescu, București, 1990.
- Ce mai e nou cu Apocalipsa, versuri, Ed. Helicon, Timișoara, 1997.
- Climatul fulgerului. Poeme regăsite, Ed. Dacia, Cluj, 2001.
- Laptele negru. Antologie de versuri în selecția autorului, cu o prefață de Gheorghe Grigurcu, Ed. Brumar, Timișoara, 2008.
- Prăpastia numelui, versuri, Ed. Pleiade, Satu Mare, 2009.
- Chermeza sinucigașilor, roman, Ed. Pleiade, Satu Mare, 2010.
- Politica, o comedie cu final cunoscut, articole, cu o prefață de Gheorghe Grigurcu, Editura Dacia XXI, Cluj-Napoca, 2011.
- Ospețele iubirii, antologie de poezii cu prefețe de Barbu Cioculescu și Alex. Ștefănescu, Ed. Tipo Moldova, colecția Opera Omnia, Iași, 2013.
- Ceea ce suntem, versuri, cu o prefață de Gheorghe Grigurcu, Ed. Pleiade, 2016.
- Chermeza sinucigașilor, roman, ediția a II-a, cu ilustrații de Mihai Olos, Ed. Grinta, Cluj-Napoca.
- Siberii, roman, cu o prefață de Ion Cristofor, Editura Tribuna, Cluj-Napoca, 2017.
- Sonete, cu o prefață de C.D. Zeletin, Editura Grinta, Cluj-Napoca, 2018.
- Ab Urbe condita, Ed. Grinta, Cluj-Napoca, 2020.
- Ab Urbe condita, Deutsch, Übersetzt von Christian W. Schenk, 168 Seiten, Dionysos, Boppard, Germany 4. Februar 2022 Germani ISBN 979-8412417844

## Antologii
- Eu port această ființă, antologie de poezie tânără, Ed. Dacia, 1972.
- Antologia poeților tineri (George Alboiu), Ed. Cartea Românească, 1982.
- Ierarhiile pergamentelor, Casa de Editură Panteon, 1995.
- O mie și una de poezii românești, antologie de Laurențiu Ulici, Ed. DU Style, București, 1997.
- Streiflicht – Eine Auswahl zeitgenössischer rumänischer Lyrik (81 rumänische Autoren), - "Lumina piezișă", antologie bilingvă cuprinzând 81 de autori români în traducerea lui Christian W. Schenk, Dionysos Verlag 1994, ISBN 3980387119;
- Pieta - Eine Auswahl rumänischer Lyrik, trad. Christian W. Schenk, Dionysos, Boppard, 2018, ISBN 9781977075666;
- ROSARIEN: Rumänische Gegenwartslyrik 2020, 444 Seiten, trad. Christian W. Schenk Dionysos Boppard 2020, ISBN 979-8649287029;